# Leo Burnett
Leo Burnett (21 de octubre de 1891 — 7 de junio de 1971) fue un ejecutivo publicitario estadounidense y fundador de Leo Burnett Worldwide. Fue responsable de la creación de algunos de los personajes y campañas publicitarias más conocidas del siglo XX, incluido Tony the Tiger, el Hombre de Marlboro, el Reparador de Maytag, el conocido eslogan "Fly the Friendly Skies" de United Airlines o el "Good Hands" de Allstate, y por obtener relaciones con clientes multinacionales como McDonald's, Hallmark y Coca-Cola. In 1999, Burnett fue nombrado por Time como una de las 100 personas más influyentes del siglo XX.

## Biografía
Leo Burnett nació en St. Johns (Míchigan), el 21 de octubre de 1891, hijo de Noble y Rose Clark Burnett. Noble dirigía una tienda de productos secos y el joven Leo trabajaba con él, observando cómo su padre diseñaba carteles y anuncios para el negocio. Después de la secundaria, Burnett estudió periodismo en la Universidad de Míchigan y recibió su licenciatura en 1914.
El primer trabajo de Burnett después de la universidad fue como reportero del Peoria Journal Star en Peoria, Illinois. En 1917 se mudó a Detroit y fue contratado para editar una publicación interna de Cadillac Motor Car Company, Cadillac Clearing House, y luego se convirtió en director de publicidad de esta institución. En Cadillac, Burnett conoció a su mentor publicitario, Theodore F. MacManus, a quien Burnett llamó "uno de los grandes publicistas de todos los tiempos". MacManus dirigía la agencia que manejaba la publicidad de Cadillac.
En 1918, Burnett se casó con Naomi Geddes. La pareja se conoció en un restaurante cerca de las oficinas de Cadillac, donde Naomi era cajera. Tuvieron tres hijos: Peter, Joseph y Phoebe.
En la Primera Guerra Mundial, Burnett se unió a la Armada de los Estados Unidos (Navy) durante seis meses. Su servicio transcurrió mayoritariamente en la Estación Naval Great Lakes construyendo un rompeolas. Después del servicio en la marina, Burnett volvió a Cadillac. Algunos empleados de Cadillac formaron LaFayette Motors Company, lo que provocó que Burnett se mudara a Indianápolis para trabajar en la nueva empresa. Pronto le ofrecieron un puesto con Homer McKee. Luego dejó LaFayette y se unió a McKee, donde Burnett dijo sobre el fundador: "(Él) me dio mi primera sensación de lo que he llegado a considerar como la 'venta cálida' en contraste con la 'venta dura' y la 'venta suave'". Este fue su primer trabajo de agencia.
Después de pasar una década en McKee's y superar la caída de la bolsa de valores de 1929, Burnett dejó la empresa. En 1930, se mudó a Chicago y fue contratado por Erwin, Wasey & Company, donde estuvo empleado durante cinco años.
En 1935, fundó la Leo Burnett Company, Inc. Posteriormente, la operación se trasladó al piso 18 del London Guarantee Building. Hoy, la agencia tiene más de 9000 empleados en más de 85 oficinas en todo el mundo.
En diciembre de 1967, casi al final de su carrera, Burnett pronunció su discurso "Cuándo quitar mi nombre de la puerta" en la reunión navideña de la agencia.
El 7 de junio de 1971, Burnett fue a su agencia y se comprometió con sus colegas a trabajar tres días a la semana debido a problemas de salud. Esa noche, a los 79 años, murió de un ataque al corazón en la granja de su familia en Hawthorn Woods, Illinois. Está enterrado en el Cementerio de Rosehill en Chicago.

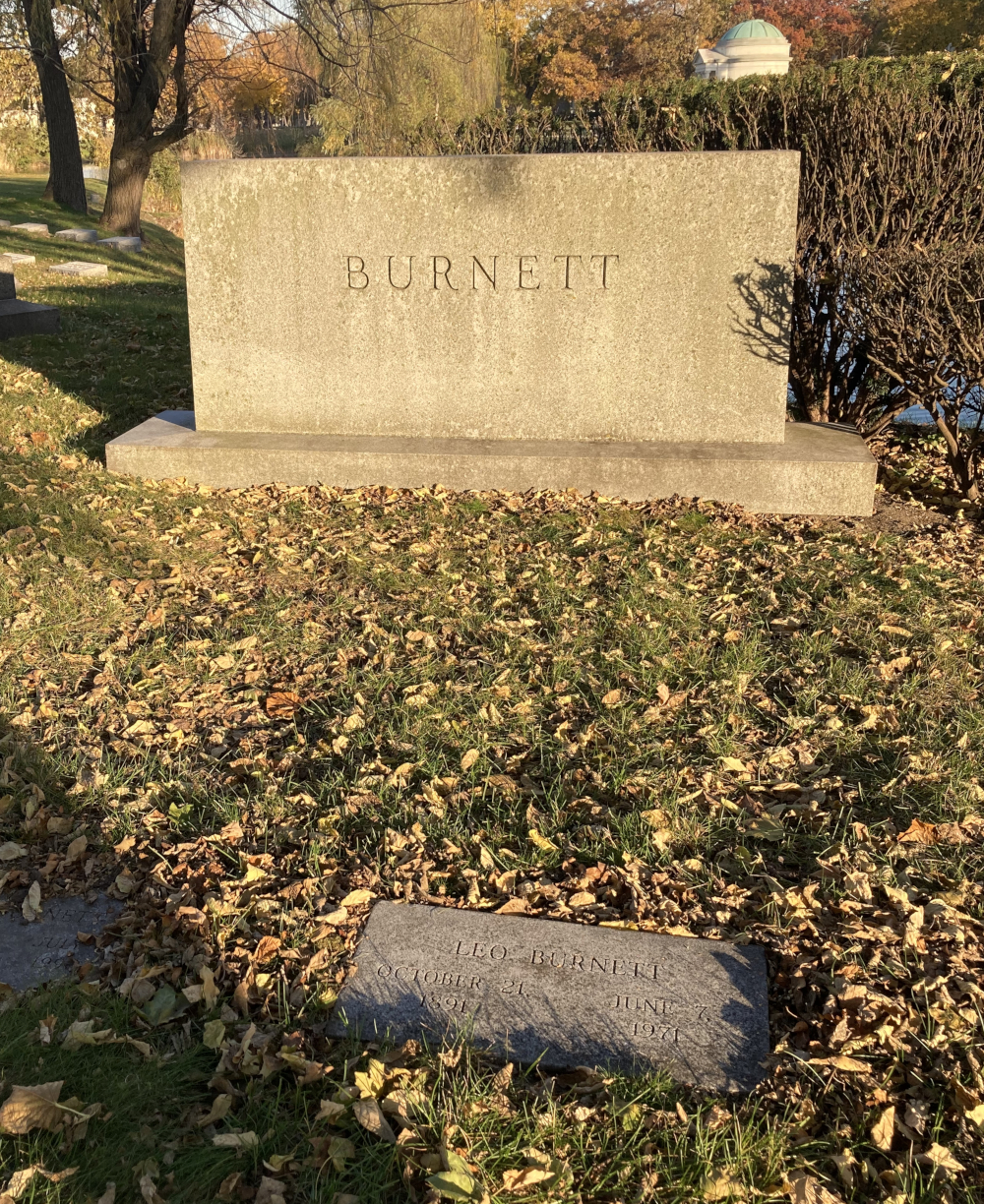
Tumba de Leo Burnett en el cementerio de Rosehill

## Leo Burnett Company
Una compañía privada formada en 1935 que opera oficialmente bajo el nombre de Leo Burnett Company, Inc. La agencia de publicidad comenzó con un capital de trabajo de $50.000, ocho empleados y tres clientes. Ahora que forma parte de Publicis Groupe, Leo Burnett es una de las redes de agencias más grandes con 85 oficinas en 69 países y más de 9000 empleados.
Durante los primeros años, Burnett facturó alrededor de un millón de dólares al año. En 1950, la facturación había aumentado a 22 millones y en 1954 a 55 millones. A finales de la década de 1950, Leo Burnett Company facturaba 100 millones de dólares anuales.

## Empresas con las que trabajó Burnett
- Allstate (1957)
- Commonwealth Edison (1954)
- Primeras marcas (1961)
- Oldsmobile de General Motors (1967)
- Gigante verde (1935)
- Productos para mascotas Heinz (1958)
- Compañía Keebler (1968)
- Kellogg's (1949)
- Alimentos Kraft (1984)[27]
- Mattel (1970)
- Maytag (1955)
- Memorex (1968)
- Nestlé (1967)
- Compañía Philip Morris (1954)
- Pillsbury (1944)
- Procter & Gamble (1952)
- Compañía cervecera Schlitz (1961)
- Starkista (1958)
- Aerolíneas unidas (1965)

## Creaciones notables

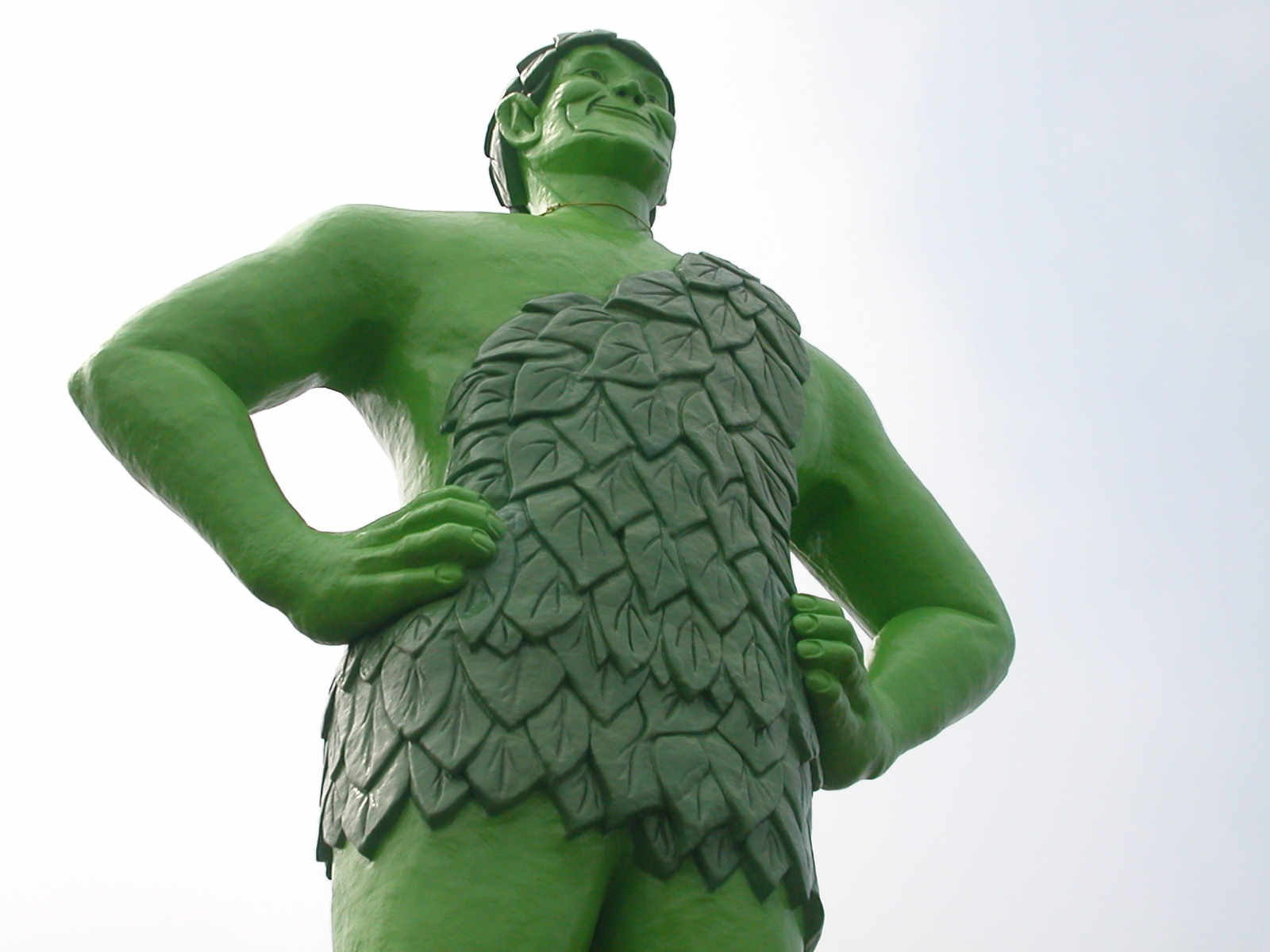
El Gigante Verde: una de las creaciones de Burnett.

- Hubert el león [Harris Bank]
- Gigante verde alegre [Gigante verde]
- Elfos Keebler [Keebler]
- El hombre Marlboro [Phillip Morris Co.]
- Reparador Maytag [Maytag]
- Morris el gato [9 vidas]
- Pillsbury Doughboy [Pillsbury]
- Tony el tigre [Frosties de Kellogg's]
- Tucán Sam [Froot Loops de Kellogg's]

## Técnicas publicitarias
Burnett usó realismo dramático en su publicidad, el llamado enfoque de venta suave para generar valor de marca. Burnett creía en encontrar el "drama inherente" de los productos y presentarlo en la publicidad a través de la calidez, las emociones y las experiencias compartidas. Su publicidad se basó en valores arraigados en el corazón del país utilizando imágenes simples, fuertes e instintivas que hablaban con la gente. También fue conocido por usar "arquetipos culturales" en su copy (nombre dado a los textos escritos con copywriting), al crear criaturas míticas que representaban los valores estadounidenses. Esto es evidente en campañas como El Gigante Verde, Pillsbury Doughboy, Tony el Tigre y, la más famosa, El Hombre Marlboro . De hecho, estas campañas jugaron con las actitudes de la década de 1950 hacia la masculinidad que impregnaron sus campañas.

### Lenguaje cursi
Burnett era conocido por tener una carpeta en la esquina inferior izquierda de su escritorio llamada "Corny Language" (Lenguaje cursi). En ella recopiló palabras, frases y analogías que le parecieron particularmente aptas para expresar una idea.

## Publicidad social
En 1947, Burnett escribió The Good Citizen (El buen ciudadano), un folleto sobre los deberes y privilegios de ser ciudadano estadounidense. Realizó esta tarea como un servicio público para The Advertising Council y The American Heritage Foundation.[cita requerida]

## Otras lecturas
- S. Broadbent, Leo Burnett Book of Advertising, Business Books: Universidad de Indiana, 1984.
- L. Burnett, "Una colección de cuentos de Leo Burnett", Blurb.com, 2012.
- J. Kufrin, "Leo Burnett: Star Reacher", Leo Burnett Company, Inc., 1995.